# الذبابة في إناء الحساء

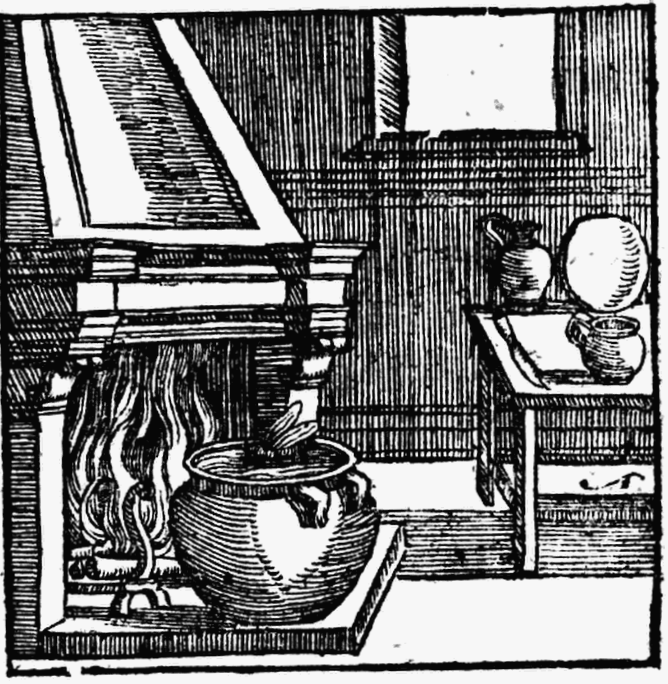
تصميم Pirro Ligorio لأسطورة "The Fly (Musca) in the Soup"

كانت قصة الذبابة التي سقطت في الحساء أثناء طهيها خرافة يونانية مسجلة في كل من الشعر والنثر وعددها 167 في فهرس  بيري. كان الدرس المستفاد هو مواجهة الظروف المعاكسة برباطة اتزان، ولكن لم يتم ذكرها إلا قليلا بعد العصور الكلاسيكية.

## الحكاية
تسقط ذبابة في وعاء حساء وتحاول المقاومة قبل ان تغرق،  وتقول في نفسها وهي تتأمل وتكابد سكرات الموت «لقد أكلت، ثملت، واستحممت؛ إذا مت، فما الذي يهمني؟» يسجل بابريوس القصة ولكنها تحوي متغيرا حيث يكون فيه فأرا يقبل نهايته بهذه الطريقة الفلسفية بدلا من ذبابة. وتعليقا على الخرافة، تقارن لورا جيبس  أفكار الفأر المحتضر بمشاعر مماثلة في نهاية رسالة هوراس إلى فلوروس: «لقد لعبت إلى حد الكفاية، وتناولت الطعام والسكر حتى شبعت، لقد حان وقت الرحيل»
في عصر النهضة، أدرج الشاعر اللاتيني الجديد غابرييل فيرنو النسخة التي قيلت عن ذبابة في سنتوم فابولاي (1563)، وانتهت بنصيحة قبول الضرورة واعتبارها بركة  جيدة. حيث ان هذا أكد استمرارية الخرافة من خلال العديد من الطبعات في القرن التاسع عشر. كما ترجم تشارلز بيرولت عمل فيرنو إلى المقطوعة الفرنسية في عام 1699 وشمل بيير دي فراسناي نسخة مستقلة من خرافة الذبابة (لا موش) في كتابه Mythologie ou recueil des fables grecques, esopiques et sybaritiques (Orléans, 1750). تم تضمين ترجمات بيرولت، بعد مرورها بعدة طبعات، حيث تم اشراكها مع نسخة فيرنو في طبعة لندن لعام 1743، في حين تم تضمين قصيدة دي فراسناي في Ésope en trois langues (باريس، 1816)، التي سبقتها نسخة نثر يونانية ولاتينية فيرنو. كانت هناك أيضا نسخة نثر لاتينية سابقة قليلا لخرافة الذبابة في Fabulae Aesopicae لفرانشيسكو دي فوريا (فلورنسا، 1809)، وسبقتها مرة أخرى نسختها اليونانية.